# سری انریکه
سری انریکه (اسپانیایی: Sergi Enrique‎؛ زادهٔ ۲۲ سپتامبر ۱۹۸۷) بازیکن هاکی روی چمن اهل اسپانیا است که در مسابقات کشوری و بین‌المللی در مجموع برندهٔ 1 مدال طلا، 4 مدال نقره، 1 مدال برنز شده‌است.

## حرفه باشگاهی
انریکه برای اتلتیک تراسا و جونیور اسپانیا و رویال دارینگ در بلژیک بازی کرده است. او برای فصل 2020-2019 به اتلتیک تراسا بازگشت.

## حرفه بین المللی
او در سطح بین المللی با تیم ملی اسپانیا بازی کرد که مدال نقره بازی های المپیک تابستانی 2008 در پکن را به دست آورد. در طول مسابقات قهرمانی یورو هاکی 2019، جایی که تیم اسپانیا مدال نقره را به دست آوردند،انریکه با 305 بازی برای تیم ملی اسپانیا،توانست مقام بیشترین بازی برای تیم ملی اسپانیا را از آن خود کند.